# Libon
Pour les articles homonymes, voir Libon (homonymie).
Libon, de son vrai nom Ivan Terlecki, est un auteur-dessinateur de bande dessinée français, né le 6 mai 1972 à Paris.

## Biographie
Natif de Paris, Ivan Terlecki suit des cours aux Beaux-Arts de Beauvais, puis intègre une école de graphiste. Ceci lui permet d'obtenir en 1997 un emploi dans l'infographie. Il est designer graphique du jeu Start-Up 2000 et participe à la conception de trois autres jeux édités par Magic Pockets. Épuisé par son travail, il décide, au bout de cinq ans, de se tourner vers la bande dessinée.
Il collabore tout d'abord au Miya de Boulet dans Tchô !. En 2004, il signe un premier rédactionnel dans Fluide glacial, mais c'est dans Spirou qu'il publie un premier récit complet, Claude Zila, à propos d'un lézard devenu grand après avoir été touché par une mini-bombe atomique. La série, rebaptisée Jacques le petit lézard géant, se poursuit régulièrement depuis. Le premier album paraît chez Dupuis en 2008.
Parallèlement, il poursuit sa collaboration avec Fluide glacial et commence la série Hector Kanon, une certaine élite en 2006, avant une publication en album en 2008, et une sortie en intégrale pour février 2019.
Avec Jul (auteur) au scénario, Libon dessine Spirou chez les fous : ce one shot de la série "Le Spirou de…" sort fin 2022 avec un nouveau bon accueil critique,,,.
Libon publie une autre série nommée Les Cavaliers de l'Apocadispe, chez Dupuis, racontant l'histoire de trois enfants à qui il arrive des aventures loufoques et absurdes, dont le premier tome est publié en album pendant l'été 2018. Le quatrième tome parait en janvier 2024.

## Publications

### Publications dansFluide glacial

#### Hector Kanon
1. Une certaine élite (2007, Fluide glacial,  (ISBN 978-2-8581-5030-4))
2. Un scooter dans la mâchoire (2009, Fluide glacial,  (ISBN 978-2-8581-5950-5))
3. Hector Kanon, L'intégrale (février 2019, Fluide glacial,  (ISBN 978-2-3787-8195-8))

### Publications dansDLire&J'aime lire Max

#### La Bande à D Click/T.Taclack
Dessins de Benaglia, gag d'une planche publiés dans le mensuel et les Hors-série BD Jeux

#### Les Enquêtes de Charlotte Holmes
Textes Paul Martin, énigmes illustrées en 3 planches.
- Le Musée des Espions (DLire #124, daté février 2009)
- La Nuit du Dinosaure (DLire #130, daté septembre 2009)
- Espion en Zone Interdite (DLire #131, daté octobre 2009)
- Au Pays Magique (DLire #132, daté novembre 2009)
- Le Vol des Manchots (DLire #133, daté décembre 2009)
- Le Naufrage de la Pintade (DLire #134, daté janvier 2010)
- La Secte du Grand Crapaud (DLire #135, daté février 2010)
- Sur la Piste de Godzilla (DLire #136, petit format style Manga, N&B, daté mars 2010)

#### Tralaland

##### Premières Publication en recueil
Édition Spéciale DLireTralaland (Bayard Éditions, supplément vendu avec un numéro du mensuel DLire)
1. Tralaland
2. Un Nouveau Monde (DLire Hors-série BD Jeux #2, daté février/mars 2006, numéro incluant 8 pages de jeux Tralaland)
3. L'Enfer de L'Infiniment Petit
4. La Maison bancale (DLire Hors-série BD Jeux #7, daté décembre 2007/janvier 2008)
5. L'île des Loups-garous (DLire Hors-série BD Jeux #8, daté février/mars 2008)
6. La Carte inespérée (DLire Hors-série BD Jeux #9, daté avril/mai 2008)
7. Épilogue

Tome 1 Tralaland (mars 2009, Bayard Éditions,  (ISBN 978-2-7470-2763-2)), album qui compile:
1. Tralaland
2. Un Nouveau Monde (DLire Hors-série BD Jeux #2, daté février/mars 2006, numéro incluant 8 pages de jeux Tralaland)
3. Trois Petits Tours... (DLire Hors-série BD Jeux #3, daté avril/mai 2006)
4. Détour à Colora (DLire Hors-série BD Jeux #4, daté novembre/décembre 2006)
5. Les Pires Pirates (DLire Hors-série BD Jeux #5, daté février/mars 2007)
6. L'Enfer de L'Infiniment Petit
7. La Maison bancale (DLire Hors-série BD Jeux #7, daté décembre 2007/janvier 2008)
8. L'île des Loups-garous (DLire Hors-série BD Jeux #8, daté février/mars 2008)
9. La Carte inespérée (DLire Hors-série BD Jeux #9, daté avril/mai 2008)
10. Épilogue

Tome 2 Le tour du monde aller-retour (janvier 2013, Bayard Éditions,  (ISBN 978-2-7470-4626-8)), album qui compile :
1. Panne de Catapulte (DLire #137, daté avril 2010)
2. La Forêt de la Peur (DLire #138, daté mai 2010)
3. La Croisière (DLire #139, daté juin 2010)
4. À Dos de Robot (DLire #140 au format agrandi, daté juillet/août 2010)
5. Le Pays du Bon Goût (DLire #141, daté septembre 2010)
6. Le Pays des Trolls (DLire #142, daté octobre 2010)
7. Le Jardin qui vole
8. Le Jardin qui Vole Moins Bien (DLire #144, daté décembre 2010)
9. La Ville Pointue (DLire #145, daté janvier 2011)
10. L'Explorateur (DLire #146, daté février 2011)
11. Retour Temporel (DLire #147, daté mars 2011)
12. L'Usine de Piles

Tome 3 Vacances Prolongées (janvier 2014, Bayard Éditions,  (ISBN 978-2-7470-4626-8)), album qui compile :
1. Voyage Dans L'Espace (DLire #149, daté mai 2011)
2. Mystères (DLire #150, daté juin 2011)
3. Farfadets (DLire #151 au format agrandi, daté juillet 2011)
4. Le Monde Du Dessus (DLire #152, daté août 2011)
5. La Cité de Méduse (DLire #153, daté septembre 2011)
6. Assiettes Musicales (DLire #154, daté octobre 2011)
7. Le Pays Comestible (DLire #155, daté novembre 2011)
8. La Chasse au Trésor (DLire #156, daté décembre 2011)
9. Seul Au Monde (DLire #157, daté janvier 2012)
10. Réalité Virtuelle (DLire #158, daté février 2012)
11. L'Explorateur du Milieu (DLire #159, daté mars 2012)
12. L'Île Qui Calcule (DLire #160, daté avril 2012)

##### Rééditions 2019
Tome 1 Les Origines (Septembre 2019, Bayard Éditions,  (ISBN 979-1-0363-1367-7)), album qui compile les deux premiers tomes listés ci-dessus.
Tome 2 Vous Avez Dit Bizarre ? (Septembre 2019, Bayard Éditions,  (ISBN 979-1-0363-1360-8)), album qui compile :
1. Antique ou Toc
2. Prisonniers! (J'aime lire Max #198, daté juin 2015)
3. C'est pas de la Tarte (J'aime lire Max #192, daté décembre 2014)
4. Le Volcan (J'aime lire Max #227, daté novembre 2017)
5. Bisou à l'Écoute
6. Jeux pas Joyeux
7. Atterrissage Risqué
8. L'Invention du Réel

Tome 3 Tout Peut Arriver... (novembre 2020, Bayard Éditions,  (ISBN 979-1-0363-2420-8)), album qui compile :
1. Poule pas Cool
2. Chef du Monde
3. Un Ballon Très Utile
4. Le Phare de la Forêt
5. Le Bouton
6. Où est Passé le Train ?
7. La Ville à l'Envers
8. Bisou s'occupe de tout

Encore non compilés en album (titres provisoires, liste à compléter):
- Les Mystères de L'Amazonie (DLire #161, daté mai 2012)
- Le Barrage (DLire #162, daté juin 2012)
- Liaisons Entre Monde (DLire #163, au format agrandi daté juillet 2012)
- Madeleine, Pilote de Course (DLire #164, daté août 2012)
- Le Labyrinthe des Milles Portes (DLire #165, daté septembre 2012)
- Voyage en Soucoupe (DLire #166, daté octobre 2012)
- Bob a Disparu (DLire #167, daté novembre 2012)
- Le Monde aux Maisons Tordues (DLire #168, daté décembre 2012)
- L'Ile Discrête (DLire #169, daté janvier 2013)
- La Grande Nuit (DLire #170, daté février 2013)
- Comment Bob a Rencontré Bisou (DLire #172, daté avril 2013)
- Le Gros Méchant Maître du Mal (DLire #173, daté mai 2013)
- Le Guide du Méchant Réaparaît (DLire #174, daté juin 2013)
- ?Le Robot Amnésique (DLire #176, daté juillet 2013)
- Le Pays au Sous-sol Sucré (DLire #177, daté septembre 2013)
- La Bagarre de Robots! (DLire #178, daté octobre 2013)
- Des Paysages pas si sages (DLire #179, daté novembre 2013)
- Mystère au ralenti (DLire #180, daté décembre 2013)
- Coincé dans le Tableau (DLire #181, daté janvier 2014)
- Des Bouteilles qui Tombent Bien (DLire #182, daté février 2014)
- Inspection Scientifique (DLire #183, daté mars 2014)
- C'est la fin des Haricots (DLire #184, daté avril 2014)
- L'Histoire qui parle de Toit (DLire #185, daté mai 2014)
- Formules Magiques (DLire #186, daté juin 2014)
- (pas de titre provisoire) (DLire #187, daté juillet 2014, dernier numéro du mensuel sous ce titre)
- La Marque Grise (J'aime lire Max #188, daté août 2014, premier numéro du mensuel sous ce titre)
- La Quête du Skate (J'aime lire Max #189, daté septembre 2014)
- Les Explorateurs (J'aime lire Max #190, daté octobre 2014)
- Ne Nous Emballons Pas (J'aime lire Max #191, daté novembre 2014)
- La Cité Disparue (J'aime lire Max #193, daté janvier 2015)
- La Dimension Parallèle (J'aime lire Max #194, daté février 2015)
- Le Mystère des Sirènes (J'aime lire Max #195, daté mars 2015)
- Gros Lots et Gros Lourds (J'aime lire Max #196, daté avril 2015)
- Comme à La Maison (J'aime lire Max #200, daté août 2015, pas de Tralaland dans le numéro #199 de Juillet 2015)
- C'est Pas de la Tarte!" (J'aime lire Max #201, daté septembre 2015)
- Force, courage et Unité (J'aime lire Max #202, daté octobre 2015)
- Science Insensée (J'aime lire Max #203, daté novembre 2015)
- À Fond Les Framboises (J'aime lire Max #204, daté décembre 2015)
- Gare à la Garoute (J'aime lire Max #205, daté janvier 2016)
- Vert de Peur (J'aime lire Max #206, daté février 2016)
- On Est Mal! (De Mer) (J'aime lire Max #207, daté mars 2016)
- Moteur à Explosion (J'aime lire Max #208, daté avril 2016)
- Chasse au Kraken (J'aime lire Max #209, daté mai 2016)
- Surprise, Sûre Crise! (J'aime lire Max #210, daté juin 2016)
- Le Labyrinthe (J'aime lire Max #212, daté août 2016, pas de Tralaland dans le numéro de juillet 2016)
- Voyage Tordu (J'aime lire Max #213, daté septembre 2016)
- Une Idée Brillante (J'aime lire Max #214, daté octobre 2016)
- La Vie de Château (J'aime lire Max #215, daté novembre 2016)
- Le Prince Courage (J'aime lire Max #216, daté décembre 2016)
- Bisou Partout (J'aime lire Max #217, daté janvier 2017)
- Le Village Englouti (J'aime lire Max #218, daté février 2017)
- Le Trésor Moyen (J'aime lire Max #219, daté mars 2017)
- Le Fardeau de la Méduse (J'aime lire Max #220, daté avril 2017)
- La Tour est Folle (J'aime lire Max #221, daté mai 2017)
- Le Mur Invisible (J'aime lire Max #222, daté juin 2017)
- Le Tableau Caché (J'aime lire Max #224, daté août 2017, pas de Tralaland dans le numéro de juillet 2017)
- Une Affaire de Phare (J'aime lire Max #225, daté septembre 2017)
- Un concours explosif (J'aime lire Max #226, daté octobre 2017)
- Un Petit Problème (J'aime lire Max #228, daté décembre 2017)
- 1, 2, 3, Mystère (J'aime lire Max #229, daté janvier 2018)

### Publications dansSpirou

#### Jacques
1. Jacques, le petit lézard géant[13], Dupuis, 2008
2. Jacques a plein d'amis[14], Dupuis, 2009
3. Relativement discret, Dupuis, 2010

#### Animal Lecteur
1. Ça va cartonner !
2. Il sort quand ?
3. On peut pas tout lire !
4. Le jour le pilon
5. C'Était Mieux Avant
6. Un best-seller sinon rien, 2016
7. On ferme, 2018

#### Les Cavaliers de L'Apocadispe
Tome 1 Les Cavaliers de L'Apocadispe maitrisent la situation (août 2018, Dupuis Éditions,  (ISBN 979-1-0347-3039-1))
- Contre les Contrebandiers (3 pages, Spirou #3703, daté 1er avril 2009)
- Fêtent la Saint Valentin (3 pages, Spirou #3747, daté 3 février 2010)
- Profitent du beau temps (4 pages, Spirou #3754, daté 24 mars 2010)
- Évitent la sortie pédagogique (4 pages, Spirou #3759, daté 28 avril 2010)
- Ont un souci à la plage (4 pages, Spirou #3768, daté 30 juin 2010)
- Réparent le bureau qui grince (4 pages, Spirou #3773, daté 4 août 2010)
- Contrôlent la magie de Noël (4 pages, Spirou #3790, daté 1er décembre 2010)
- Commencent bien l'année (4 pages, Spirou #3794, daté 29 décembre 2010)
- Participent moyen à la Saint-Valentin (4 pages, Spirou #3799, daté 2 février 2011)
- S'ennuient au cirque (4 pages, Spirou #3805, daté 16 mars 2011)
- Se rencontrent (4 pages, Spirou #3809, daté 13 avril 2011)
- Survivent dans la nature (4 pages, Spirou #3816, daté 1er juin 2011)
- Racontent leurs vacances (4 pages, Spirou #3820, daté 29 juin 2011)
- Évitent presque la rentrée (4 pages, Spirou #3830, daté 7 septembre 2011)
- Et l'usine hantée (4 pages, Spirou #3856, daté 7 mars 2012)
- Et le monstre térifiant (4 pages, Spirou #3861, daté 11 avril 2012)
- Vont jouer dehors (4 pages, Spirou #3872, daté 27 juin 2012)
- La fin des cavaliers? (1 page, Spirou #3897, daté 19 décembre 2012)
- La Mauvaise Note (4 pages, Spirou #4000, daté 10 décembre 2014)
- Font du Patins (4 pages + couverture + supplément abonnés paper toy, Spirou #4004, daté 7 janvier 2015)
- Les Nombrils sont (Enfin!) de Retour (1 strip, Spirou #4006, daté 21 janvier 2015)
- Et le Pain au Chocolat (4 pages, Spirou #4009, daté 12 février 2015)
- S'Ennuie à la Fête (2 pages, Spirou #4010, daté 19 février 2015)
- Ont Un Match Important (4 pages, Spirou #4015, daté 25 mars 2015)
- Font Un Beau Cadeau (4 pages + couverture, Spirou #4020, daté 29 avril 2015)

#### Divers
- Pâques (3 pages, Spirou #3705, daté 15 avril 2009)
- Le Tennis en plus Fun (2 pages, Spirou #3710, daté 20 mai 2009)

### Autres Publications
- Sophia délivre Paris[15],[16], avec Libon, Delcourt, 2010
- Participation à Comicscope de David Rault, l'Apocalypse, 2013
- Participation à Axolot de Patrick Baud (segment Mike le poulet sans tête)[17], Delcourt, 2014
- ABCD de la Typographie (participation)[18], scénario de David Rault, Gallimard, 2018
- Participation au numéro n°4200 du magazine Spirou, un numéro spécial intitulé Défenseur des droits de l’Homme, élaboré en partenariat avec l’Organisation des Nations Unies[19].
- Sam et le Martotal (illustration), de Louise Mey, Éditions La Ville Brûle, 2020